# Sylvestre Coly
Sylvestre Coly – senegalski piłkarz grający na pozycji pomocnika. W swojej karierze rozegrał 2 mecze w reprezentacji Senegalu.

## Kariera klubowa
Coly grał klubie Casa Sports.

## Kariera reprezentacyjna
W reprezentacji Senegalu Coly zadebiutował 12 marca 1990 roku w przegranym 1:2 grupowym meczu Pucharu Narodów Afryki z Algierią, rozegranym w Algierze. Na tym turnieju zagrał również w przegranym 0:1 meczu o 3. miejsce z Zambią. Były to jego jedyne rozegrane mecze w kadrze narodowej.